# San Nicolò d'Arcidano
San Nicolò d'Arcidano (sardinski: Arcidànu) je grad i općina (comune) u pokrajini Oristanu u regiji Sardiniji, Italija. Nalazi se na nadmorskoj visini od 13 metara i ima 2 663 stanovnika.
Prostire se na 28,36 km². Gustoća naseljenosti je 94 st/km².
Susjedne općine su: Guspini, Pabillonis, Mogoro, Terralba i Uras.